# Lily Phillips
Lillian Daisy Phillips (nacida el 23 de julio de 2001) es una actriz pornográfica británica. Nacida en Derbyshire, abandonó la Universidad de Sheffield para trabajar en la industria de la pornografía. A finales de 2024, subió a OnlyFans un gang bang en el que tuvo sexo con 101 hombres y luego anunció planes de tener sexo con 300 y luego con 1000 hombres en un día. Ambos atrajeron la atención generalizada después de que Josh Pieters, quien la había acompañado durante todo el primero, subió I Slept with 100 Men in One Day («Me acosté con 100 hombres en un día») a su cuenta de YouTube. Aunque el documental en sí fue elogiado, Phillips y OnlyFans fueron duramente criticados por el truco publicitario y algunos comentaristas compararon a los hombres con los que hacían cola para violar a Gisèle Pelicot. Más tarde, Phillips defendió tanto el truco publicitario como su ocupación.

## Biografía

### Primeros años de vida y vida personal
Lillian Daisy Phillips nació en Derbyshire, Inglaterra, el 23 de julio de 2001 y se identifica como feminista. Asistió a la Universidad de Sheffield, pero abandonó sus estudios para trabajar en la industria de la pornografía. Después de descubrir que tanto las imágenes sexuales como el sexo no generaban suficientes ingresos para su cuenta de OnlyFans, organizó un concurso en el que el ganador podía tener sexo con ella y comenzó a filmar videos personalizados y a atender llamadas telefónicas de sus fanes. Helen Lewis, de The Atlantic, describió la estética de Phillips como «a de la chica de al lado, más que la de una artista adulta caricaturescamente inflada». Phillips se dirige explícitamente a los hombres con su contenido y se promociona en podcasts optimizados para la manosfera, como el pódcast Whatever.
El 19 de octubre de 2024 publicó un gang bang en el que tuvo relaciones sexuales con 101 hombres. Para el video, Phillips reclutó hombres ofreciendo sexo a cualquier hombre que completara un formulario de solicitud y se hiciera una prueba de ETS, con 200 reservados. El video fue filmado en un Airbnb en Londres y en todo momento estuvieron presentes un guardia de seguridad y Josh Pieters, un creador de contenido nacido en Sudáfrica que anteriormente se había vuelto viral por sus bromas políticas. Un hombre le dio a Phillips una rosa antes de participar, la cual permaneció en la cama sin envolver durante el resto del evento. El 5 de noviembre, declaró que planeaba convertirse en la primera mujer en tener relaciones sexuales con 1000 hombres en un día y que tenía la intención de tener relaciones sexuales con 300 hombres el 15 de diciembre.

### I Slept with 100 Men in One Day
El 7 de diciembre, Pieters publicó en su canal de YouTube I Slept with 100 Men in One Day, un documental de 47 minutos del proyecto, y su primero. El documental, en el que Phillips afirmó que la pornografía la empoderaba porque los hombres la sexualizarían de todas formas, mostraba su selección de juguetes sexuales y hojas de cálculo contables y contenía imágenes de ella comprando para el evento y recibiendo notificaciones de posibles coprotagonistas. 100 Men presentó una escena en la que Phillips no parecía saber que el VIH/sida podía transmitirse por vía oral,  una escena en la que el camarógrafo vomitó después de intentar filmar una habitación llena de preservativos usados, y terminó con una Phillips entre lágrimas diciendo que había disociado a los treinta hombres. La versión de YouTube de 100 Men censuró sus malas palabras debido a que la plataforma desmonetiza el contenido obsceno. Los hombres que tuvieron relaciones sexuales con ella no fueron nombrados en el video, aunque algunos fueron entrevistados; uno voló desde Suiza y no se arrepintió, mientras que otro expresó su preocupación de que su padre se enterara.
Poco después de su lanzamiento, el video se volvió viral; para el 19 de diciembre, el video y las publicaciones que lo discutían en Twitter y TikTok habían recibido varios millones de visitas, con un tuit, en el que aparecía Phillips llorando, recibiendo 200 000 000 de visitas. La reacción a la maniobra de Phillips fue descrita como de «preocupación, burla y curiosidad» por Charley Ross de Grazia, quien también señaló que gran parte de la reacción estaba dirigida a Phillips y no a los hombres que tuvieron relaciones sexuales con ella. Algunos argumentaron que ella era una víctima del patriarcado, mientras que otros argumentaron que no reflejaba lo suficiente la peligrosidad de la industria y algunos pidieron que se cerrara OnlyFans. Otros sugirieron que el truco de Phillips era un esfuerzo por competir dentro de una industria hipercompetitiva y algunos sugirieron que el primero batiría un récord mundial de 919 establecido por Lisa Sparks en 2004, aunque Sparks ha declarado que ese evento sólo involucró a 150 hombres y Lewis sugirió que Houston tenía el récord después de tener relaciones sexuales con 620 hombres en 1999.
El video fue criticado por el comentarista político conservador estadounidense Ben Shapiro, quien escribió que Phillips se había «convertido en un robot sexual» «cuya alma estaba manchada», y por Theo Hobson de The Spectator  y Brendan O'Neill de Spiked, quienes atribuyeron la maniobra al miedo. Lois McLatchie-Miller, de la revista Premier Christianity, le escribió a ella una carta abierta y el influencer de la derecha cristiana Russell Brand expresó su empatía hacia Phillips y describió la maniobra como un intento de «desfibrilar la divinidad aquí abajo en los niveles inferiores». Julie Bindel de The Spectator, Sarah Ditum de The Times, y Tanya Gold de The Standard compararon a los hombres que tuvieron sexo con ella con aquellos que hicieron cola para violar a Gisèle Pelicot, con Bindel afirmando que «ninguna mujer tiene la fantasía de terminar con el tipo de lesiones que ocurrirán a partir de actividades tan extremas» y Gold opinando que Phillips «no era muy inteligente y pronto no estará muy bien». Victoria Smith de The Critic escribió que no podía «mirar clips de Phillips inmediatamente después de lo que ella "consintió" y pensar "sí, esa mujer está bien"», mientras que Sarah Fletcher, de la misma publicación, la describió como una «test de Rorschach para la cultura sexual contemporánea» y analizó sus experiencias en relación con el feminismo radical y la violación, criticando específicamente las comparaciones con Pelicot. Lewis escribió que la única persona que explotaba a Phillips era la propia Phillips y Jackie Jennings de Jezebel culpó a la creación de contenido en términos más generales.
Al reseñar el documental para Rolling Stone, la trabajadora sexual Jessie Sage elogió el documental por «la atención que Pieters le da al trabajo que se realiza detrás de escena de cualquier transacción sexual y el respeto mostrado a Phillips como una empresaria exitosa» y elogió a Phillips por «permitir que las personas fuera de la industria vean su vulnerabilidad y sus complejos sentimientos sobre su trabajo». Tanto Sage como Jennings opinaron que el rodaje de Phillips adolecía de numerosas deficiencias de seguridad; Jennings destacó la falta de guardias de seguridad y de controles de antecedentes y una actitud «arrogante» hacia las infecciones de transmisión sexual, y Sage escribió que esto demostraba la «juventud e inexperiencia» de Phillips. Lewis conectó 100 Men, y la pornografía en Internet en general, con el punto final lógico del feminismo liberal y el liberalismo y la desregulación, y escribió que «como un puro artefacto de la cultura de Internet y las costumbres sociales en 2024, I Slept with 100 Men in One Day es difícil de superar». También elogió el comportamiento de Pieters a lo largo de la película, escribiendo que parecía «ser la única persona en pantalla a quien le importa la felicidad de Phillips en lugar de cumplir su propia fantasía o facilitar su carrera».
En una entrevista posterior, Phillips atribuyó sus lágrimas a los hombres que la avergonzaban por no permitirles tener un orgasmo, aunque ninguno de ellos la había obligado a hacerlo, y expresó su arrepentimiento por no descansar entre el sexo y responder preguntas. También afirmó que para su desafío de los 1000 hombres, programado para febrero de 2025, instituiría pruebas rápidas de VIH y permitiría que los hombres la penetraran solo una vez, y que aquellos que atribuyeron su truco a la sobresaturación de la industria ignoraron el éxito que algunos creadores tienen con contenido mucho menos explícito. Además, argumentó que decirle a la gente cómo usar su cuerpo era algo de lo que el feminismo buscaba alejarse y alentó a quienes le enviaban mensajes privados expresando su preocupación a redirigir su energía a apoyar a «alguien que fuera una víctima real».
En enero, después de que Bonnie Blue afirmara haber tenido relaciones sexuales con 1057 hombres el 11 de enero, Phillips invitó a los hombres a tener sexo anal con ella, Eli Cugini de Dazed criticó a los tabloides por su cobertura de ambos actos, y Katherine Ryan declaró que los hombres que hacían cola para ellos eran «perdedores». Posteriormente, Felicity Martin de Glamour se preguntó por qué Blue y Phillips estaban siendo avergonzadas pero no los hombres y comparó a Blue y Phillips con «Lady Killers II» de G-Eazy y a los hombres con aquellos que hacían cola para violar a Pelicot. En el momento del informe de Martin, Blue y Phillips habían filmado un video abriendo la puerta de su casa a un gran grupo de hombres encapuchados. Más tarde, Phillips afirmó en un episodio del pódcast Raw Talk de Bradley Martyn del 21 de enero que había tenido relaciones sexuales con FaZe Banks a principios de ese mes y en una aparición en el pódcast Plug Talk de Lena Plug y Adam 22 que agentes aduana le habían preguntado sobre sus videos durante un viaje a los Estados Unidos.

## Filmografía

### Web
| Año  | Título                          | Notas                 | Ref.  |
| ---- | ------------------------------- | --------------------- | ----- |
| 2024 | I Slept with 100 Men in One Day | Documental de YouTube | [ 5 ] |

### Pódcasts
| Año  | Título                | Notas                | Ref.   |
| ---- | --------------------- | -------------------- | ------ |
| 2024 | The Curiosity Couch   | Invitada; 1 episodio | [ 23 ] |
| 2024 | One Night with Steiny | Invitada; 1 episodio | [ 24 ] |

## Premios
| Año  | Ceremonia   | Categoría                  | Resultado | Ref.   |
| ---- | ----------- | -------------------------- | --------- | ------ |
| 2025 | Premios XMA | Creadora femenina favorita | Ganadora  | [ 25 ] |